# 議席
議席（ぎせき）は、政治学用語の一つ。

## 概要
議会が行われる場合に、その議会に発言権を持った上で参加する資格を有する者の座る席のことを議席という。議場における議席には、議席番号がつけられ会期の都度、議長により議席番号の指定が行なわれる。
また、議員などといった議会への参加資格そのもののことを「議席」ということもあるため、政党にとっては選挙での当選を「議席の獲得」などと表現されることもある。

## 国会
日本の国会ならば議席というのは選挙区で行われた選挙や比例代表制で選ばれた日本国民の代表として当選したということである。
国会において国政が多数決で決定される場合には、1つの議席に1票の投票権が与えられることになり、その多数決が日本国民の意見の総括となり国政が行われていくわけである。